# Acacia paradoxa
Acacia paradoxa es una especie de planta leguminosa del género Acacia, familia Fabaceae.

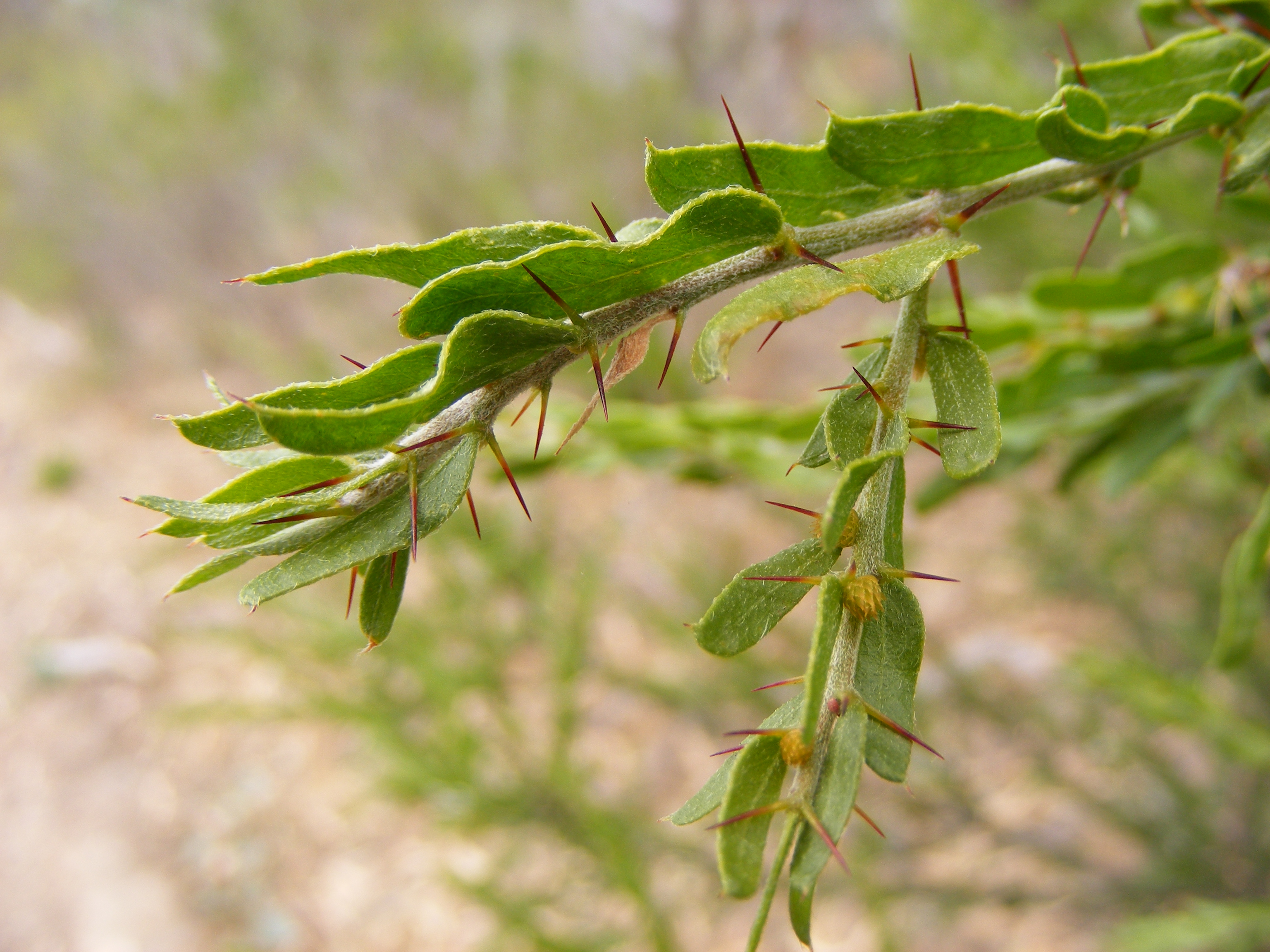
Detalle de hojas y espinas

## Descripción
Es un gran arbusto que alcanza un tamaño de hasta 3 metros de alto y ancho. Es denso de follaje, las hojas son en realidad pecíolos ampliados. Los nuevos están cubiertos de pelos. El arbusto está también lleno de largas espinas. Florece en pequeñas y brillantes cabezas esféricas con flores amarillas, los frutos son vainas marrones de 4 a 7 cm de largo.
Los espinosos que crecen en la base de las hojas que disuaden al ganado de alimentarse de ella o estar cerca de la planta.
Acacia paradoxa, está muy extendida en toda Australia, regenerándose las semillas después de las perturbaciones, tales como incendio forestal. Los pájaros pequeños, como los reyezuelos, utilizan esta planta como refugio y vivienda, al tiempo que se es fuente de alimento para polillas, mariposas y otros insectos, las aves también se alimentan de sus semillas.

## Distribución
Esta planta es nativa de Australia, pero se ha introducido a otros continentes. En los Estados Unidos, Acacia paradoxa es una bien conocida maleza nociva en California.

## Taxonomía
Acacia paradoxa fue descrita por Augustin Pyrame de Candolle y publicado en Catalogus plantarum horti botanici monspeliensis 74. 1813.
Etimología
Ver: Acacia: Etimología
paradoxa: epíteto latino que significa "paradójico, no esperado".
Sinonimia
| - Acacia armata R.Br. - Acacia furcifera Lindl. - Acacia hybrida Lodd. - Acacia ornithophora Sweet - Acacia undulata Willd. - Acacia undulata Spin var. longispina Vis. - Mimosa armata (R.Br.) Poir. | - Mimosa paradoxa (DC.) Poir. - Phyllodoce armata (R. Br.) Link - Phyllodoce undulata Link - Racosperma armata (R. Br.) Mart. - Racosperma paradoxum (DC.) C.Mart. - Racosperma undulata (Wendl.) Mart. |